# Roqueredonde
Roqueredonde – miejscowość i gmina we Francji, w regionie Oksytania, w departamencie Hérault.
Według danych na rok 1990 gminę zamieszkiwało 169 osób, a gęstość zaludnienia wynosiła 7 osób/km² (wśród 1545 gmin Langwedocji-Roussillon Roqueredonde plasuje się na 738. miejscu pod względem liczby ludności, natomiast pod względem powierzchni na miejscu 290.).